# World Full of Nothing
World Full of Nothing es una canción del grupo inglés de música electrónica Depeche Mode compuesta por Martin Gore, publicada en el álbum Black Celebration de 1986.

## Descripción
Es una tristísima canción de amor, o de lo que puede hacer el amor para cambiar las cosas hacia algo más auténtico o solo más bueno, enmarcado en una musicalización electrónica con apariencia de acústica, que en su cierre se torna en mucho más artificial, cantada por Martin Gore, quien de hecho posee un timbre de voz más nostálgico.
Ciertamente, la letra es una de las más tristes del músico, plena de melancolía en su luctuosa sentencia de un Mundo Lleno de Nada en donde solo lo más cercano al amor podrá llegar a tener un significado, pues en el coro la desoladora frase que pronuncia es “In a World Full of Nothing, Though is not love, It mean something”, en español “En un Mundo Lleno de Nada, Aunque no es amor, eso significa algo”.
Es un disco que presentara un cambio estilístico dentro de la música de DM encuadrado en la diversidad como lo fuera Black Celebration, World Full of Nothing era un ejercicio de minimalismo electrónico muy poco comerciable con una letra sobre lo decepcionante del mundo moderno y los sentimientos sinceros.
La musicalización es totalmente sintética aunque con una intencionalidad a aparentar un sonido más orgánico pues el único elemento consistente es una acompasada percusión si bien sea en realidad una de las más artificiales del álbum, de hecho como un modo de mostrar lo despersonalizado y robotizado del mundo actual; el otro efecto más sonoro es una notación baja de sintetizador como de cuentagotas, el cual asemeja un llanto. Especialmente la conclusión del tema es con un efecto acentuado de electrónico, solo como complemento a su acongojado discurso sobre la decepcionante actualidad, en cambio en conciertos las veces que se le ha incorporado ha sido en versiones meramente acústicas.
Sin embargo, el tema se apoya sobre todo en su letra, una suerte de lamento por el mundo que se le está legando a la juventud en la inconsciencia de perder lo más importante, el amor que llena el mundo, por lo cual resulta un tema que sobre todo trata de sentimientos puros, de compromiso con la pareja, de la necesidad de amor en la vida enmarcado en la artificialidad de la música electrónica.
En Black Celebration está continuado después del tema Here is the House a través del efecto de percusión y un sonido de manecillas de reloj, el cual a su vez está continuado tras de Stripped que se continua tras de A Question of Time, con lo cual aparecen cuatro temas seguidos..

## En directo
La canción se interpretó hasta el World Violation Tour, aunque en una forma acústica tan solo con Martin Gore cantándola y tocando una guitarra igualmente acústica; posteriormente fue retomada solo para el último concierto del Exciter Tour, de nuevo en forma acústica, aunque esta vez consistente del teclado del músico Peter Gordeno en modo piano, siendo que en escenarios no se ha llevado a cabo en la forma tal como aparece en el disco.
- Datos: Q6168275